# Rhodesian Air Force
La Rhodesian Air Force, spesso abbreviata in RhAF, è stata l’aeronautica militare della Rhodesia, attiva, con varie denominazioni, dal 1935 al 1980: nata come forza aerea della colonia autonoma della Rhodesia Meridionale, è stata dal 1953 al 1963 l’aeronautica della Federazione della Rhodesia e del Nyasaland, dal 1964 di nuovo della Rhodesia Meridionale e dall’11 novembre 1965 della Rhodesia.

## Storia
La prima forza aerea della colonia autonoma della Rhodesia Meridionale venne formata nel 1935 con denominazione 1st Battalion Rhodesia Regiment - Air; nel 1936 Arthur Harris venne nominato come consigliere per lo sviluppo della neonata forza aerea. Il 1º aprile 1938 la rinominata Southern Rhodesia Air Unit venne separata dalle forze armate territoriali rendendola un organo indipendente; nello stesso anno i primi piloti rhodesiani, qualificati nel Regno Unito, entrarono in servizio.

### Seconda guerra mondiale

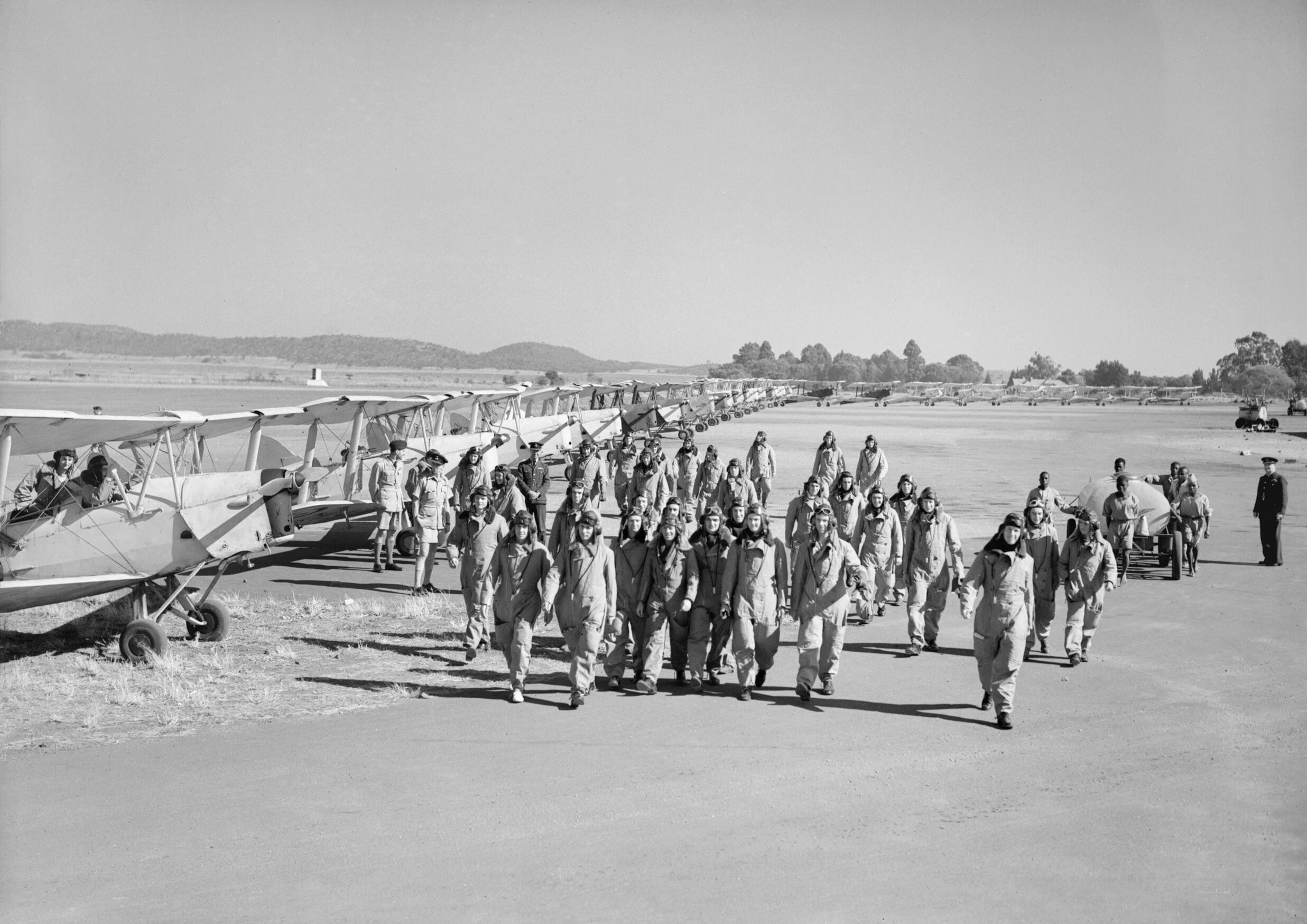
Allievi del Rhodesian Air Training Group e i Tiger Moth utilizzati per la formazione

Il 26 agosto 1939 la Southern Rhodesia Air Unit venne trasferita a Nairobi e il 6 settembre 1939 il reparto di volo venne designato No. 1 Squadron, Southern Rhodesia Air Force. Nel 1940 venne istituito il Rhodesian Air Training Group con lo scopo di addestrare piloti, navigatori e mitraglieri per le aeronautiche militari alleate; alcuni aviatori rhodesiani addestrati nelle scuole locali vennero arruolati nel No. 266 Squadron e nel No. 44 Squadron della Royal Air Force. Il 1º aprile 1940 il No. 1 Squadron venne rinominato No. 237 (Rhodesia) Squadron e inglobato nella RAF; venne dispiegato, inizialmente dotato di Hawker Hart e successivamente di Gloster Gladiator, in Kenya, Sudan ed Eritrea prendendo parte alla Campagna dell'Africa Orientale Italiana. A maggio 1941 lo squadrone venne trasferito in Egitto e riequipaggiato con Hawker Hurricane, un anno dopo venne trasferito in Iraq e successivamente in Libia; nel 1944 venne trasferito in Corsica e riequipaggiato con Supermarine Spitfire Mk.Vc e Mk.IX. Lo squadrone venne sciolto nel 1946.
Nell’agosto 1941 vennero istituiti il Southern Rhodesia Woman’s Auxiliary Air Force, un reparto femminile dedicato ad operazioni a terra come manutenzione leggera, trasporto di componenti aeronautici o preparazione di paracaduti, e il Rhodesian Air Askari Corps, un reparto volontario di nativi il cui compito principale era la sorveglianza delle basi.
Ian Smith, futuro primo ministro della Repubblica di Rhodesia, servì nel 237 Squadron dal 1942 al 1945 venendo abbattuto nei pressi di Alessandria nel 1944.

### Dopoguerra
Nel 1947 venne attivato l'Empire Air Training Scheme, un programma di addestramento per piloti e navigatori dell’Impero britannico, e uno squadrone comunicazioni, denominato Southern Rhodesia Staff Corps, Communications Squadron. La Southern Rhodesia Air Force venne riattivata il 28 novembre 1947. Nel 1951 la SRAF ricevette 22 Spitfire Mk.22 acquistati come surplus dalla RAF, nel dicembre 1952 arrivarono i primi 4 De Havilland Vampire FB.9 di 16 ordinati e nel maggio 1954 il primo Vampire T.11 su altrettanti ordini.

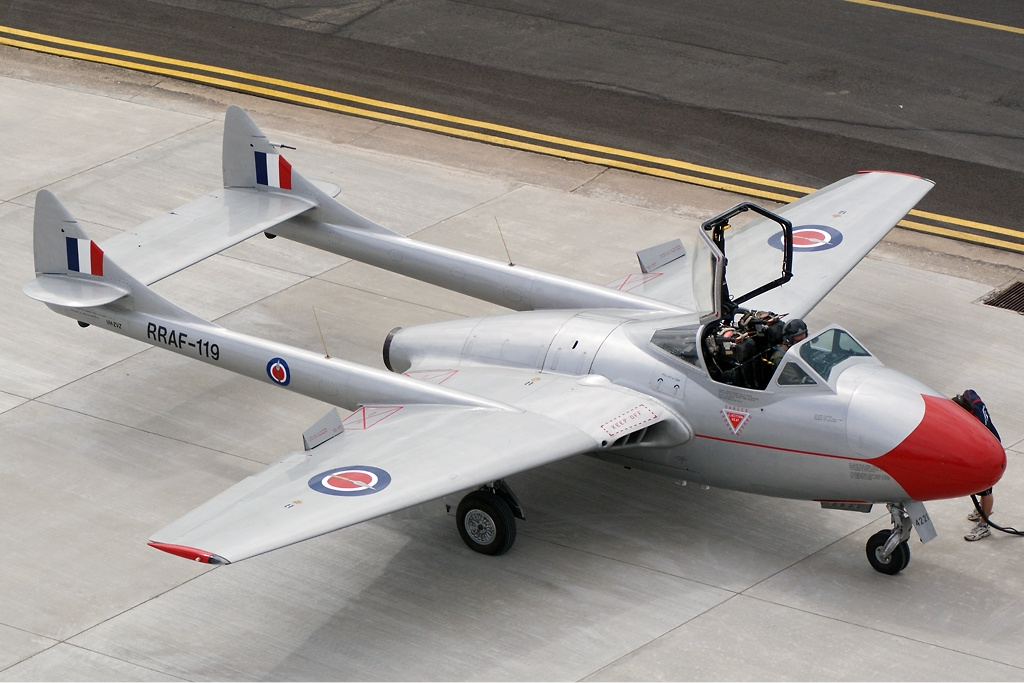
Un De Havilland DH.115 T.11 Vampire nei colori della Royal Rhodesian Air Force

Nel 1953 la Rhodesia Meridionale venne accorpata al Nyasaland (l’attuale Malawi) e alla Rhodesia Settentrionale (l'attuale Zambia): di conseguenza la forza aerea della neonata Federazione della Rhodesia e del Nyasaland venne denominata Royal Rhodesian Air Force (RRAF) e adottò una struttura simile a quella della RAF. Nel 1958 il No. 1 Squadron e parte del No. 3 Squadron sono stati inviati a Aden per operare a supporto della RAF in seguito al colpo di stato in Iraq, nel 1960 il No. 3 Squadron venne dispiegato per trasportare rifornimenti in Katanga ed evacuare personale nella Crisi del Congo.
A partire dalla dichiarazione unilaterale d'indipendenza dal Regno Unito del 1965, a causa delle sanzioni internazionali la Rhodesia si ritrovò priva di partner commerciali e le sue forze armate si ritrovarono a dipendere da Sudafrica, Portogallo e, in misura minore, da Israele e Iran, che non applicavano alcuna sanzione; oltre alle forniture provenienti dalle già citate nazioni, parte degli aeromobili venne importata illegalmente aggirando le sanzioni oppure venne prelevata dal Mozambico a seguito della sua indipendenza dal Portogallo.
Nel 1970, in seguito alla proclamazione della Repubblica, venne adottata la denominazione Rhodesian Air Force, che venne mantenuta fino al 1980, anno in cui, con l’indipendenza dello Zimbabwe, venne costituita la Air Force of Zimbabwe.

### Guerra civile
A partire dal 1974 la forza aerea divenne protagonista della cosiddetta Fireforce, una tattica nella quale unità composte da 4 elicotteri armati trasportanti 4 soldati ciascuno, 1 Dakota per il dispiegamento di paracadutisti e 1 Lynx per l’attacco al suolo venivano dispiegate per annientare rapidamente gruppi di guerriglieri prima che potessero disperdersi.

## Struttura
La Rhodesian Air Force disponeva di due basi, New Sarum presso Salisbury e Thornhill presso Gwelo, che vennero affiancate da nove Forward Airfields (FAF), basi temporanee allestite a partire dal 1967 presso aeroporti già esistenti o improvvisate e destinate al contrasto della guerriglia.

### Elenco delle unità

#### Unità stanziate a New Sarum
- No. 3 Squadron

C-47 Dakota, Pembroke C.1, C.4 Argonaut, AL-60F-5 “Trojan”, 95 C-55 Baron, Cessna 421A, DC-7CF, BN-2A Islander
- No. 5 Squadron

Canberra B.2 e T.4
- No. 7 Squadron

Alouette II, Alouette III B
- No. 8 Squadron

AB-205 A
- No. 1 Ground Training School

Scuola di formazione tecnica

#### Unità stanziate a Thornhill
- No. 1 Squadron

Basato a New Sarum fino al 1962 – Spitfire Mk.22, Vampire FB.9, Hunter FGA.9
- No. 2 Squadron

Basato a New Sarum fino al 1958 – Spitfire Mk.22, Vampire FB.9, Provost T.52, Vampire T.11, Vampire FB.52, Vampire T.55
- No. 4 Squadron

Provost T.52, AL-60F-5 “Trojan”, Reims Cessna FTB337G “Lynx”, SF-260W
- No. 6 Squadron

Accorpato al No. 5 Squadron nel 1963, riformato nel 1967 – Canberra B.2 e T.4, Provost T.52, Vampire T.11, SF-260C
- No. 2 Ground Training School

Scuola di introduzione al volo propedeutica all’addestramento presso il No. 6 Sqn

### Bandiere

1953-1963
1964-1968
1970-1979
1979-1980

### Coccarde

1 Batallion Rhodesia Regiment (1935-1939)
Southern Rhodesia Air Force (1939-1953)
Federazione della Rhodesia e del Nyasaland (1953-1963)
Royal Rhodesian Air Force (1964-1970)
Rhodesian Air Force (1970-1980)

## Equipaggiamento
La seguente tabella riporta gli aeromobili utilizzati dalla Southern Rhodesian Air Force, dalla Royal Rhodesian Air Force e dalla Rhodesian Air Force ed esclude quelli usati quando il reparto era alle dipendenze della Royal Air Force.
| Aeromobile                       | Origine     | Tipo                           | Versione                 | Numero | Periodo di servizio | Note |
| Aerei da combattimento           |             |                                |                          |        |                     | |
| de Havilland DH.100 Vampire      | Regno Unito | cacciabombardiere              | DH.100 FB.9 DH.100 FB.52 | 16 13  | 1953-1964 1974-1980 | 13 DH.100 FB.52 acquistati dalla SAAF |
| English Electric Canberra        | Regno Unito | bombardiere                    | Canberra B.2             | 15     | 1959-1979           | |
| Hawker Hart                      | Regno Unito | bombardiere leggero            | Hart I                   | 6      | 1937-1940           | Uno convertito in addestratore |
| Hawker Hunter                    | Regno Unito | aereo da attacco al suolo      | Hunter FGA.9             | 12     | 1962-1980           | |
| Reims Cessna Skymaster           | Francia     | aereo da attacco al suolo      | FTB337G "Lynx"           | 21     | 1976-1980           | Derivati dal FTB337G Milirole, già dotato di piloni subalari per razziere o bombe a caduta libera, aggiungendo due mitragliatrici Browning M1919 sopra l’abitacolo; utilizzati anche per ricognizione e CASEVAC |
| SIAI Marchetti SF-260            | Italia      | aereo da attacco al suolo      | SF-260W                  | 14     | 1977-1980           | Acquistati clandestinamente da un importatore belga |
| Supermarine Spitfire             | Regno Unito | caccia                         | Spitfire Mk.22           | 22     | 1951-1955           | 2 persi in incidenti durante la consegna |
| Aerei per impieghi speciali      |             |                                |                          |        |                     | |
| Auster J/1 Autocrat              | Regno Unito | aereo da collegamento          | J/1 Autocrat             | 1      | 1947-1951           | |
| Auster J/5 Aiglet Trainer        | Regno Unito | aereo da collegamento          | J/5 Aiglet Trainer       | 4      | 1948-1953           | |
| Britten-Norman BN-2 Islander     | Regno Unito | aereo da collegamento          | BN-2A-6 BN-2A-8 BN-2A-21 | 1 2 2  | 1976-1980           | BN-2A-6 e BN-2A-8 importati dal Mozambico, BN-2A-21 acquistati da un operatore civile locale |
| de Havilland DH.85 Leopard Moth  | Regno Unito | aereo da collegamento          | DH.85 Leopard Moth       | 1      | 1940-1946           | |
| Douglas C-47 Dakota              | Stati Uniti | posto di comando volante ELINT | C-47B C-47A              | 1 1    | 1978-1980           | Conversioni di due C-47 già in organico |
| Hawker Audax                     | Regno Unito | aereo da ricognizione          | Audax I                  | 4      | 1938-1940           | |
| Aerei da addestramento           |             |                                |                          |        |                     | |
| de Havilland DH.82 Tiger Moth    | Regno Unito | aereo da addestramento basico  | DH.82A Tiger Moth        | 19     | 1938-1954           | |
| de Havilland DH.115 Vampire      | Regno Unito | aereo da addestramento         | DH.115 T.11 DH.115 T.55  | 16 21  | 1955-1977 1969-1980 | 21 DH.115 T.55 acquistati dalla SAAF |
| English Electric Canberra        | Regno Unito | aereo da addestramento         | Canberra T.4             | 3      | 1961-1977           | |
| North American Harvard           | Stati Uniti | aereo da addestramento         | Harvard II Harvard IIB   | 2 20   | 1947-1954           | |
| Percival Provost                 | Regno Unito | aereo da addestramento         | Provost T.52             | 25     | 1954-1977           | Almeno la metà venne dotata di piloni subalari per close air support |
| SIAI Marchetti SF-260            | Italia      | aereo da addestramento basico  | SF-260C                  | 17     | 1977-1980           | Acquistati clandestinamente da un importatore belga al fine di sostituire i Provost |
| Aerei da trasporto               |             |                                |                          |        |                     | |
| Aermacchi AL-60                  | Italia      | aereo da trasporto leggero     | AL-60F-5 “Trojan”        | 11     | 1967-1980           | Importati dal Sudafrica, occasionalmente armati con razziere |
| Avro 652A Anson                  | Regno Unito | aereo da trasporto leggero     | Anson C 19               | 3      | 1948-1956           | |
| Beechcraft Baron                 | Stati Uniti | aereo da trasporto VIP         | 95 C-55 Baron            | 1      | 1967-1976           | Acquisito da un operatore civile locale, danneggiato in un incidente nel 1976 |
| Britten-Norman BN-2 Islander     | Regno Unito | aereo da trasporto VIP         | BN-2A-6                  | 1      | 1976-1980           | Importato dal Mozambico |
| Canadair North Star              | Canada      | aereo da trasporto             | C.4 Argonaut             | 4      | 1959-1964           | |
| Cessna 185                       | Stati Uniti | aereo da trasporto leggero     | 185 Skywagon             | 17     | anni '70-1980       | 2 acquisiti da un operatore civile locale, 15 in prestito dalla SAAF |
| Cessna 421                       | Stati Uniti | aereo da trasporto VIP         | 421A                     | 1      | 1975-1980           | Acquistato per sostituire il Beechcraft Baron |
| de Havilland DH.89 Dragon Rapide | Regno Unito | aereo da trasporto             | DH.89 DH.89A             | 3 1    | 1938-1958           | |
| Douglas C-47 Dakota              | Stati Uniti | aereo da trasporto             | C-47A C-47B              | 6 13   | 1947-1980           | 1 C-47A e 1 C-47B con allestimenti VIP |
| Douglas DC-7                     | Stati Uniti | aereo da trasporto             | DC-7CF                   | 1      | 1976-1980           | Acquistato da un operatore civile locale |
| Percival Pembroke                | Regno Unito | aereo da trasporto leggero     | P.66 Pembroke C.1        | 2      | 1953-1963           | 3 ordinati ma solo 2 consegnati; entrambi sono passati alla Zambian Air Wing nel 1963 |
| Elicotteri                       |             |                                |                          |        |                     | |
| Aérospatiale Alouette II         | Francia     | elicottero leggero utility     | Alouette II              | 6      | 1974-1980           | In prestito dalla SAAF |
| Aérospatiale Alouette III        | Francia     | elicottero utility             | Alouette III B           | 47     | 1962-1980           | 39 acquisiti dopo la dichiarazione di indipendenza, usati come trasporto (G car, armato con 2 FN MAG o 2 Browning M1919) e cannoniera (K car, armato con un MG 151/20)                                          |
| Agusta-Bell AB-205               | Italia      | elicottero utility             | AB-205A                  | 11     | 1978-1980           | Provenienti da Israele |